# پروانه خالدار مرداب
پروانهٔ خالدار مرداب (نام علمی: Euphydryas aurinia) نام یک گونه از زیرخانواده فرچه‌پایان نیمفالینا است. این پروانه نامش را از زیستگاهش که مرداب، تالاب و چمن‌زار است، گرفته.
در دهه‌های گذشته جمعیت این پروانه‌ها به سرعت کاهش یافته و گونه آنها به عنوان گونه در معرض خطر دسته‌بندی می‌شود. این اتفاق در اثر تغییرات آب‌وهوایی و از بین رفتن زیستگاه‌های آنها رخ داده است.